# الأرجنتين في الألعاب الأولمبية الصيفية 2012
الأرجنتين في الألعاب الأولمبية الصيفية 2012 من المقرر ان تدخل الأرجنتين للمنافسة في دورة ألعاب أولمبية صيفية 2012، لندن المملكة المتحدة، في الفترة من 27 يوليو - 12 أغسطس 2012.